# 1997 WN13
1997 WN13 är en asteroid i huvudbältet som upptäcktes den 24 november 1997 av de båda japanska astronomerna Takeshi Urata och Tetsuo Kagawa vid Gekko-observatoriet.
Den tillhör asteroidgruppen Nysa.